# Nyctimene sanctacrucis
Nyctimene sanctacrucis é uma espécie de morcego da família Pteropodidae. Endêmica das Ilhas Salomão, a espécie é conhecida de apenas uma fêmea coletada no final do século XIX na ilha de Santa Cruz (Nëndo), ou então de alguma ilha do grupo das ilhas Santa Cruz. O último espécime foi visto em 1907. Provavelmente está extinta. O único exemplar pertence ao Museu australiano, de Sydney.